# Moses Finley
Moses Israel Finley (20 de maio de 1912 - 23 de junho de 1986) foi um historiador americano radicado na Inglaterra, especialista na economia do mundo greco-romano. Suas obras também incluem estudos sobre a política e sociedade gregas, e ensaios teórico-metodológicos sobre o estudo da Antiguidade. É o principal expoente da vertente primitivista dos estudos sobre a economia antiga, defendendo que valores como o status e a ideologia cívica governavam a economia antiga ao invés de motivações econômicas racionais.
Finley era influenciado pela metodologia marxista e isso impactou sua carreira acadêmica, devido ao anticomunismo difundido durante a Guerra Fria, pois era professor universitário da Universidade Rutgers nos Estados Unidos durante o auge do Macartismo (segundo período da Ameaça Vermelha), tendo sofrido perseguições políticas que culminaram com sua demissão em 1952.

## Principais obras
- Economy and Society in Ancient Greece (1953) - Economia e Sociedade na Grécia Antiga. São Paulo: Martins Fontes, 1989.
- The World of Odysseus (1954)
- The Ancient Greeks: An Introduction to Their Life and Thought (1963).
- Aspects of Antiquity: Discoveries and Controversies (1968) - Aspectos da Antiguidade. São Paulo: Martins Fontes, 1991.
- Early Greece: The Bronze and Archaic Ages (1970) - Grécia primitiva: Idade do Bronze e Idade Arcaica. São Paulo: Martins Fontes, 1990.
- The Ancient Economy (1973) - A economia antiga. Lisboa: Afrontamento, 1986.
- Democracy Ancient and Modern (1973) - Democracia antiga e moderna. Rio de Janeiro: Graal, 1988.
- Studies in Ancient Society, editor (1974).
- The Use and Abuse of History (1975) - Uso e abuso da História. São Paulo: Martins Fontes, 1989.
- Ancient Slavery and Modern Ideology (1980) - Escravidão antiga e ideologia moderna. Rio de Janeiro: Graal, 1991.
- The Legacy of Greece: A New Appraisal (1981), ed. - O legado da Grécia Brasília: EDUnB, 1998.
- Politics in the Ancient World (1983) - Política no mundo antigo. Lisboa: Edições 70: 1997.
- Ancient History: Evidence and Models (1985) - História antiga: testemunhos e modelos. São Paulo: Martins Fontes, 1994.